# Julius Husnaj
Julius Husnaj, též Julius Husnay (11. října 1893 Turany nad Ondavou – ???), byl československý politik a poslanec Národního shromáždění za Československou sociálně demokratickou stranu dělnickou.

## Biografie
V parlamentních volbách v roce 1929 získal za Československou sociálně demokratickou stranu dělnickou mandát v Národním shromáždění. Podle údajů k roku 1930 byl profesí okresním školním inspektorem v Berehovu.
Patřil mezi hlavní postavy sociální demokracie na Podkarpatské Rusi. Československá sociálně demokratická strana dělnická ho roku 1933 neúspěšně navrhla na post guvernéra Podkarpatské Rusi.